# Hendrik Jan Heuvelink jr.
Hendrik Jan Heuvelink jr. (Arnhem, 28 januari 1833 – aldaar, 11 maart 1901) was een Nederlands architect. Heuvelink jr. was voornamelijk actief in en rond de stad Arnhem, waar hij het uitbreidingsplan uit 1853 van zijn vader Hendrik Jan Heuvelink sr. nieuw leven inblies.
Heuvelink jr. bracht in 1878 het Boulevardplan naar buiten. Dit voorzag in een minder grote uitbreiding dan het uitbreidingsplan uit 1853, maar richtte zich op hetzelfde gebied, namelijk de oostzijde van Arnhem. Hierin zouden wederom herenhuizen gebouwd moeten worden. Heuvelink jr. kocht zelf ook stukken grond om zo invloed te hebben op de ontwikkeling. De wijk kwam zo in ontwikkeling en het naastgelegen Spijkerkwartier groeide eveneens mee. Het plan was in 1910 voltooid.
De Boulevard Heuvelink die door het Boulevardkwartier loopt, is naar Heuvelink jr. vernoemd.